# Puchar Mistrzów CONCACAF (1967)
Puchar Mistrzów CONCACAF 1967 – trzeci sezon Pucharu Mistrzów CONCACAF, najbardziej prestiżowego turnieju w północnoamerykańskiej klubowej piłce nożnej.
Turniej został wznowiony po trzyletniej przerwie. W rozgrywkach wzięło udział dziewięć drużyn z ośmiu krajów. Został zastosowany podział na trzy grupy regionalne – Ameryki Północnej, Środkowej i Karaibów. Zwycięzcą okazał się salwadorski zespół Alianza FC, który w trójmeczu finałowym pokonał Jong Colombia z Antyli Holenderskich.

## Uczestnicy
| Kraj                | Zespół                  | Sposób kwalifikacji                |
| ------------------- | ----------------------- | ---------------------------------- |
| Antyle Holenderskie | Jong Colombia           | Mistrz Antyli Holenderskich (1966) |
| Bermudy             | Somerset Trojans        | Mistrz Bermudów (1966/1967)        |
| Gwatemala           | Aurora                  | Mistrz Gwatemali (1966/1967)       |
| Haiti               | RC Haïtien              | —                                  |
| Honduras            | Olimpia                 | Mistrz Hondurasu (1966/1967)       |
| Jamajka             | Regiment                | —                                  |
| Nikaragua           | Flor de Caña            | Mistrz Nikaragui (1966)            |
| Salwador            | Alianza                 | Mistrz Salwadoru (1965/1966)       |
| Stany Zjednoczone   | Philadelphia Ukrainians | Zdobywca US Open Cup (1966)        |
| Trynidad i Tobago   | T&T Regiment            | Mistrz Trynidadu i Tobago (1966)   |

## Wyniki

### Strefa Ameryki Północnej
Philadelphia Ukrainians był jedynym zespołem ze strefy Ameryki Północnej, dzięki czemu awansował do półfinału bez konieczności rozegrania meczu.

### Strefa Ameryki Środkowej

#### Pierwsza runda
| 6 sierpnia 1967 | Alianza                               | 8:0 | Flor de Caña |                                   |
|                 | ?' · ?' · ?' · ?' · ?' · ?' · ?' · ?' |     |              | Estadio Flor Blanca, San Salvador |

| 13 sierpnia 1967 | Flor de Caña | 3:2 | Alianza |                                          |
|                  | ?' · ?' · ?' |     | ?' · ?' | Estadio Ingenio San Antonio, Chichigalpa |

| 6 sierpnia 1967 | Olimpia | 0:1 | Aurora      |                                             |
|                 |         |     | 64' Recinos | Estadio Tiburcio Carías Andino, Tegucigalpa |

| 13 sierpnia 1967 | Aurora | 0:1 | Olimpia     |                                 |
|                  |        |     | 60' Rosales | Estadio del Ejército, Gwatemala |

| 20 sierpnia 1967 | Olimpia | 0:2 | Aurora                 |                                 |
|                  |         |     | 59' Corado · 63' Arias | Estadio del Ejército, Gwatemala |

#### Druga runda
| 10 września 1967 | Aurora | 0:0 | Alianza |                                 |
|                  |        |     |         | Estadio del Ejército, Gwatemala |

| 17 września 1967 | Alianza | 1:1 | Aurora |                                   |
|                  | ?'      |     | ?'     | Estadio Flor Blanca, San Salvador |

| 15 października 1967 | Aurora | 0:1 (pd.) | Alianza |                                   |
|                      |        |           |         | Estadio Flor Blanca, San Salvador |

### Strefa Karaibów
| Lp | Zespół           | M | Z | R | P | BB   | RB | Pkt. |
| -- | ---------------- | - | - | - | - | ---- | -- | ---- |
| 1. | Jong Colombia    | 4 | 3 | 1 | 0 | 10–1 | +9 | 7    |
| 2. | T&T Regiment     | 4 | 2 | 1 | 1 | 5–7  | –2 | 5    |
| 3. | Regiment         | 4 | 2 | 0 | 2 | 5–6  | –1 | 4    |
| 4. | Somerset Trojans | 4 | 1 | 0 | 3 | 8–8  | 0  | 2    |
| 5. | RC Haïtien       | 4 | 1 | 0 | 3 | 3–9  | –6 | 2    |

| 22 stycznia 1968 | Regiment | 0:3 | Jong Colombia                    |                          |
|                  |          |     | ?', ?' E. Constancia · ?' Obispo | Nation Stadium, Kingston |

| 22 stycznia 1968 | RC Haïtien                                        | 3:2 | Somerset Trojans     |                          |
|                  | G. Saint-Vil ?' · Barthélemy ?' · R. Saint-Vil ?' |     | ?' Horton · ?' Smith | Nation Stadium, Kingston |

| 24 stycznia 1968 | Jong Colombia | 1:1 | T&T Regiment |                          |
|                  | Obispo ?'     |     | ?' Brown     | Nation Stadium, Kingston |

| 24 stycznia 1968 | Regiment     | 2:1 | Somerset Trojans |                          |
|                  | Black ?', ?' |     | ?' Smith         | Nation Stadium, Kingston |

| 24 stycznia 1968 | T&T Regiment | 1:0 | RC Haïtien |                          |
|                  | Barassa ?'   |     |            | Nation Stadium, Kingston |

| 27 stycznia 1968 | Jong Colombia | 2:0 | Somerset Trojans |                          |
|                  | ?' · ?'       |     |                  | Nation Stadium, Kingston |

| 27 stycznia 1968 | Regiment | 1:2 | T&T Regiment   |                          |
|                  | Green ?' |     | ?', ?' Barassa | Nation Stadium, Kingston |

| 30 stycznia 1968 | Jong Colombia                                                       | 4:0 | RC Haïtien |                          |
|                  | A. Martina ?' · E. Martina ?' · J. Constancia ?' · E. Constancia ?' |     |            | Nation Stadium, Kingston |

| 30 stycznia 1968 | Somerset Trojans                       | 5:1 | T&T Regiment |                          |
|                  | Horton ?', ?', ?' · Best ?' · Smith ?' |     |              | Nation Stadium, Kingston |

| 30 stycznia 1968 | Regiment     | 2:0 | RC Haïtien |                          |
|                  | Green ?', ?' |     |            | Nation Stadium, Kingston |

### Półfinał
| 12 listopada 1967 | Alianza | 2:1 | Philadelphia Ukrainians |                                   |
|                   | ?' · ?' |     | ?'                      | Estadio Flor Blanca, San Salvador |

| 15 listopada 1967 | Philadelphia Ukrainians | 0:1 | Alianza |                                   |
|                   |                         |     | ?'      | Estadio Flor Blanca, San Salvador |

### Finał
| 17 marca 1968 | Jong Colombia                | 2:1 | Alianza   |                                  |
|               | Obispo ?' · W. Constancia ?' |     | ?' Flores | Ergilio Hato Stadium, Willemstad |

| 19 marca 1968 | Alianza                          | 3:0 | Jong Colombia |                                   |
|               | Salas ?' · Jacques ?' · Tapia ?' |     |               | Estadio Flor Blanca, San Salvador |

| 24 marca 1968 | Jong Colombia                                            | 3:5 | Alianza                                        |                                   |
|               | J. Constancia 7' · E. Constancia 65' · W. Constancia 77' |     | 13', 85' Flores · 43', 52' Tapia · 49' Jacques | Estadio Flor Blanca, San Salvador |

| ZDOBYWCA PUCHARU MISTRZÓW CONCACAF 1967 |
|                                         |
| ALIANZA                                 |
| 1. TYTUŁ                                |

## Strzelcy goli
4 gole
- Randy Horton (Somerset Trojans)

3 gole
- Barassa (T&T Regiment)
- Elsion Constancia (Jong Colombia)
- Mario Flores (Alianza)
- Green (Regiment)
- Juan Obispo (Jong Colombia)
- Rudy Smith (Somerset Trojans)
- Luis Ernesto Tapia (Alianza)

2 gole
- Black (Regiment)
- Wilfredo Constancia (Jong Colombia)
- Odir Jacques (Alianza)

1 gol

- Claude Barthélemy (RC Haïtien)
- Clyde Best (Somerset Trojans)
- Brown (T&T Regiment)
- Erick Constancia (Jong Colombia)
- José Constancia (Jong Colombia)
- Julio Constancia (Jong Colombia)
- Félix Corado (Aurora)
- Sergio Arias (Aurora)
- Antonio Martina (Jong Colombia)
- Elcio Martina (Jong Colombia)
- Manuel Recinos (Aurora)
- Donaldo Rosales (Olimpia)
- Guy Saint-Vil (RC Haïtien)
- Roger Saint-Vil (RC Haïtien)
- Leonardo Salas (Alianza)